# Rudgea marginata
Rudgea marginata är en måreväxtart som beskrevs av Paul Carpenter Standley. Rudgea marginata ingår i släktet Rudgea och familjen måreväxter.
Artens utbredningsområde är Colombia. Inga underarter finns listade i Catalogue of Life.